# Hadronema breviatum
Hadronema breviatum är en insektsart som beskrevs av Knight 1928. Hadronema breviatum ingår i släktet Hadronema och familjen ängsskinnbaggar. Inga underarter finns listade i Catalogue of Life.